# I NEED U (防彈少年團歌曲)
《I NEED U》是韩国男子组合防弹少年团第三张韩语迷你专辑《花樣年華 pt.1》（2015）的主打曲。歌曲于2015年4月29日公开，由Big Hit娱乐发行。〈I NEED U〉的日语版在同年12月8日在日本發行并得到日本唱片協會的雙白金认证。
〈I NEED U〉是防弹少年团在2013年出道后首次获得音樂節目冠軍的歌曲，分別奪下《人氣歌謠》等五個節目的冠軍而成為五冠王。
4月29日，官方釋出了〈I NEED U〉的音樂錄影帶，在公開後16小時突破一百萬次觀看次數，是当时防弹少年团获得最多观看次数的音乐录像最快时间的紀錄。商业上，歌曲在韩国Gaon数字榜位列第五，在《公告牌》世界数字歌曲销量榜排名第三。

## 榜單表現
| \| 排行榜（2015年） \| 最高 排名 \| \| ----------------------------------- \| --------- \| \| 日本（日本百强单曲榜）[4] \| 4 \| \| 菲律宾（菲律宾百强单曲榜）[5] \| 19 \| \| 韓國（Gaon單曲榜） \| 5 \| \| 美国（告示牌世界數碼歌曲销售榜）[3] \| 3 \| |           |
| 排行榜（2015年） | 最高 排名 |
| 日本（日本百强单曲榜） | 4         |
| 菲律宾（菲律宾百强单曲榜） | 19        |
| 韓國（Gaon單曲榜） | 5         |
| 美国（告示牌世界數碼歌曲销售榜） | 3         |